# Я боюсь (фільм, 1977)
«Я боюсь» (італ. Io ho paura) — кримінальна драма італійського кінорежисера Даміано Даміані, яка вийшла на екрани у 1977 році. Через свою кривавість у радянському прокаті фільм був випущений у чорно-білому варіанті.

## Сюжет
Після чергової перестрілки Людовіко Граціано — звичайний поліцейський бригадир (сержант), вирішує піти з поліції. Незабаром, піддавшись вмовлянням свого комісара, він все-таки погоджується залишитися, змінивши колишню роботу на більш спокійну і безпечну — охорону судді похилого віку на ім'я Канчедда. Але безпечним вибір був тільки на перший погляд, оскільки через деякий час, розслідуючи «звичайне» вбивство комірника в порту, Людовіко, разом з Канчеддою, приходять до сумного висновку: терористичні акти в країні тісно пов'язані з людьми з вищих ешелонів влади. Коли ж суддя Канчедда все ж стає жертвою вбивства, Людовіко розуміє, що незабаром можуть прийти і за ним.

## У ролях
- Джан Марія Волонте — Людовіко Граціано
- Ерланд Джозефсон — суддя Канчедда
- Маріо Адорф — суддя Мозер
- Анджеліка Іпполіто — Глорія
- Бруно Кораццарі — комісар поліції Ля Роза
- Джорджо Черіоні — старший комісар поліції Массерія
- Лаура де Маркі — Ельза Мероні
- Паоло Малько — Калігарі
- Раффаеле ді Маріо — полковник Руїс

## Прем'єрний показ в різних країнах[3]
- Італія — 6 жовтня 1977
- Франція — 17 травня 1978
- Фінляндія — 29 липня 1978
- Норвегія — 5 вересня 1978
- Швеція — 11 вересня 1978
- Угорщина — 10 липня 1980
- Португалія — 7 листопада 1980
- СРСР — липень 1981